# Заливинский сельсовет (Новосибирская область)
Зали́винское сельсове́т — сельское поселение в Кыштовском районе Новосибирской области.
Административный центр — село Заливино.

## География
Территория поселения общей площадью 217,02 км² расположена на расстоянии 626 километров от областного центра, в 26 километрах от районного центра и в 184 километрах от ближайшей железнодорожной станции районного посёлка Чаны. В связи с этим сельсовет находится в невыгодном экономико-географическом положении.

## История
Заливинское сельское поселение (сельсовет) образовано в 1935 году.

## Население
| 2002 | 2007 | 2010 | 2012 | 2013 | 2014 | 2015 |
| ---- | ---- | ---- | ---- | ---- | ---- | ---- |
| 435  | ↘334 | ↘325 | ↘313 | ↘294 | ↘279 | ↘273 |
| 2016 | 2017 | 2018 | 2019 | 2020 | 2021 |      |
| ↘264 | ↘259 | ↘246 | ↘242 | ↘230 | ↘218 |      |

По этнической принадлежности в составе населения преобладают русские.

## Состав сельского поселения
| № | Населённый пункт | Тип населённого пункта       | Население |
| - | ---------------- | ---------------------------- | --------- |
| 1 | Заливино         | село, административный центр | ↘318      |
| 2 | Садовка          | деревня                      | ↗7        |